# Paolo Schianchi
Paolo Schianchi (Parma, 22 gennaio 1966) è un architetto e designer italiano.
Docente presso il Politecnico di Milano dal 2004 al 2011, è professore presso il corso di Laurea Magistrale in Creatività e design della comunicazione all'Istituto Universitario Salesiano Venezia di Mestre dal 2011: la sua attività è incentrata in particolare sugli studi del visual marketing, disciplina che intreccia il rapporto fra immagine e prodotto.

## Biografia
Laureato in architettura, dopo studi di estetica inizia la sua ricerca sul visual marketing alla fine degli anni novanta.
Nelle numerose e continuative esperienze espositive (con l'Ente PadovaFiere, il Centro di Cultura Giapponese a Milano, la Camera di Commercio di Kyoto) ha messo in evidenza come l'oggetto possa assumere l'identità della messa in scena in cui viene calato, dimostrando al tempo stesso l'inscindibilità tra i due fattori.
Ha curato le pubblicazioni annuali per il Gruppo 24 Ore Business Media dedicate alla ricerca sui nuovi sviluppi dell'oggetto in relazione alla sua immagine.
Progettista art director, collabora con aziende nazionali e internazionali (Runtal Zehnder, Magma, Disegno Ceramica, Il Marmo), ed è stato direttore di testate cartacee (Archaedilia di Faenza Editrice, Ce International Superfici In&Out per Il Sole 24 Ore Business Media). Dal 2010 è direttore del portale di architettura e design Floornature.com.
Docente al Politecnico di Milano dal 2004 al 2011, è attualmente professore presso il corso di Laurea Magistrale in Creatività e design della comunicazione all'Istituto Universitario Salesiano Venezia di Mestre e tiene regolarmente seminari in altri atenei ed enti privati.

## Pubblicazioni
- P. Schianchi, Il Bi-Design, Faenza Editrice, 2004
- Id., Nuovamente anonimi, Il Sole 24 Ore Business Media, 2007
- Id., Verso il bagno Camp, Il Sole 24 Ore Business Media, 2008
- Id., Diseno y bano: un binomio entre imagen y objeto, in Diseno y Arquitectura, Faenza Ed. Iberica, 2008
- Id., Il sogno e la realtà spunti per una nuova definizione di design, Il Sole 24 Ore Business Media, 2009
- Id., Nuvole di estetica e prodotto, ISRE Edizioni Salesiane, 2010
- Id., Design. La raffigurazione di se stesso, Il Sole 24 Ore Business Media, 2010
- P. Schianchi, L'immagine è un oggetto, libreriauniversitaria.it edizioni, Padova 2013. ISBN 978-88-6292-413-9
- P. Schianchi, Architecture on the web. A critical approach to communication, libreriauniversitaria.it edizioni, Padova 2014. ISBN 88-6292-544-1
- P. Schianchi, Webcreativity: Creatività e Visual Marketing post-web, Dario Flaccovio Editore, Palermo 2016. ISBN 9788857905464
- P. Schianchi, Paolo Schianchi non esiste: Tempo, Immagine, Identità, Verità e Parola in Rete, Dario Flaccovio Editore, Palermo 2017. ISBN 9788857907567
- P. Schianchi, Visual Journalist. L'immagine è la notizia, FrancoAngeli, Milano 2018. ISBN 9788891769930
- P. Schianchi-M. Villa, Immagini parassita e fashion communication tra etica e creatività, Tab Edizioni, Roma 2021. ISBN 9788892951938
- P. Schianchi, Il mondo si divide in tamarri e aspiranti tamarri,  Flacowski, Palermo 2023. ISBN 979-12-80413-27-7